# Busscar de Colombia
Busscar de Colombia S.A. est une entreprise colombienne de production d’autobus fondée en 2002. Actuellement, dont la principale place d'affaires est dans la ville de Pereira, en Risaralda, et qui était une filiale de la société mère qui avait siège dans la ville de Joinville, État de Santa Catarina, Brésil.